# 达格德河 (萨马尔加河支流)
达格德河（俄语：Река Дагды）是滨海边疆区捷尔涅伊区的河流，源起锡霍特山脉东坡，长79公里，流域面积1820平方公里，注入萨马尔卡河。流域被针叶林覆盖，名称来源于土著语言乌德盖语。

## 引用
1. ↑  А·П·穆拉诺夫. . 列宁格勒: 气象出版社. 1966 （俄语）.
2. ↑  . 列宁格勒: 气象出版社 （俄语）.
3. ↑  Т·А·基谢尔科瓦娅. . 列宁格勒: 气象出版社. 1977 （俄语）.
4. ↑  . 国家水登记处.   [2023-10-24]. （原始内容存档于2020-06-17） （俄语）.